# Leașkivka, Bilokurakîne
Leașkivka (în ucraineană Ляшківка) este un sat în comuna Oleksandropil din raionul Bilokurakîne, regiunea Luhansk, Ucraina.

## Demografie
Componența lingvistică a localității Leașkivka
     Ucraineană (100%)
Conform recensământului din 2001, toată populația localității Leașkivka era vorbitoare de ucraineană (100%).